# The Killing of a Sacred Deer
The Killing of a Sacred Deer er en psykologisk thriller fra 2017, instrueret af Yorgos Lanthimos. Filmen har Colin Farrell, Nicole Kidman, Barry Keoghan og Alicia Silverstone på rollelisten. Den fik premiere ved Cannes Film Festival og blev udgivet i enkelte danske biografer i november 2017.

## Medvirkende
- Colin Farrell - Steven Murphy
- Nicole Kidman - Anna Murphy
- Barry Keoghan - Martin
- Raffey Cassidy - Kim Murphy
- Sunny Suljic - Bob Murphy
- Alicia Silverstone - Martins mor
- Bill Camp - Matthew